# 13113 Williamyeats
13113 Williamyeats este un asteroid din centura principală de asteroizi.

## Descriere
13113 Williamyeats este un asteroid din centura principală de asteroizi. A fost descoperit pe 15 septembrie 1993 la Observatorul La Silla de Eric Walter Elst. Asteroidul prezintă o orbită caracterizată de o semiaxă mare de 2,70 ua, o excentricitate de 0,05 și o înclinație de 7,1° în raport cu ecliptica.